# Плисский сельсовет (Витебская область)
Плисский сельсовет — административная единица на территории Глубокского района Витебской области Белоруссии.

## История
27 сентября 2007 года на территории сельсовета были упразднены деревни Соловьиная, Стринадки, Филиппово, Черенки.

## Состав
Плисский сельсовет включает 51 населённый пункт:
- Артемы — хутор.
- Бортники — деревня.
- Брод — хутор.
- Велец — деревня.
- Волково — деревня.
- Володьково — деревня.
- Гатовщина — деревня.
- Гиньки — хутор.
- Горностаи — деревня.
- Горовые 1 — деревня.
- Горовые 2 — деревня.
- Дворище — деревня.
- Драбовщина — деревня.
- Дубовщина — деревня.
- Жавнерчики — деревня.
- Жини — деревня.
- Заболотье — деревня.
- Заборье — деревня.
- Задорожье — деревня.
- Закревщина — деревня.
- Замошье — деревня.
- Заулки — деревня.
- Каминщина — деревня.
- Корчи 1 — хутор.
- Кукры — деревня.
- Лозино — хутор.
- Марково — деревня.
- Матюково — деревня.
- Матясы — деревня.
- Мнюто 1 — агрогородок.
- Мнюто 2 — деревня.
- Озёрки — деревня.
- Осово — деревня.
- Ойчизна — хутор.
- Плиса — деревня.
- Поречье — деревня.
- Протасы-Кукровские — деревня.
- Протасы-Якубенские — деревня.
- Роща — деревня.
- Соино — деревня.
- Стадолище — хутор.
- Старники — деревня.
- Суклино — деревня.
- Толстики — деревня.
- Усово — деревня.
- Шабаны — деревня.
- Шепелево — деревня.
- Щербы — деревня.
- Юзефово — деревня.
- Якубенки — хутор.
- Янково — деревня.